# گئورگس هیلینس
گئورگس هیلینس (به انگلیسی: Georges Heylens) بازیکن فوتبال اهل بلژیک و عضو تیم ملی فوتبال بلژیک است که در تاریخ ۰۸ مارس ۱۹۶۱ میلادی اولین بازی ملی‌اش را مقابل تیم ملی فوتبال آلمان غربی انجام داد. او در ۵۷ بازی ملی حضور داشت و جمعاً ۵۹۷۲ دقیقه برای تیم ملی فوتبال بلژیک به میدان رفت. گئورگس هیلینس آخرین بازی ملی خود را در تاریخ ۱۸ آوریل ۱۹۷۳ میلادی در برابر تیم ملی فوتبال جمهوری دمکراتیک آلمان انجام داد. وی در بازی‌های ملی‌اش گلی به ثمر نرساند.